# Главы субъектов Российской Федерации в 1996 году
| Регион                                         | Глава региона                               | Дата рождения         | Партия       | Название должности                   | Вступление в должность                |
| ---------------------------------------------- | ------------------------------------------- | --------------------- | ------------ | ------------------------------------ | ------------------------------------- |
| Республика Адыгея                              | Джаримов, Аслан Алиевич                     | 7 ноября 1939 года    |              | Президент                            | 5 января 1992 года                    |
| Республика Алтай                               | Чаптынов, Валерий Иванович                  | 11 июня 1945 года     |              | Председатель Государственного Совета | 27 марта 1990 года                    |
| Республика Башкортостан                        | Рахимов, Муртаза Губайдуллович              | 7 февраля 1934 года   |              | Президент                            | 7 апреля 1990 года                    |
| Республика Бурятия                             | Потапов, Леонид Васильевич                  | 4 июля 1935 года      | КПРФ         | Президент                            | 21 октября 1991 года                  |
| Республика Дагестан                            | Магомедов, Магомедали Магомедович           | 15 июня 1930 года     |              | Председатель Государственного Совета | август 1987 года                      |
| Республика Ингушетия                           | Аушев, Руслан Султанович                    | 29 октября 1954 года  |              | Президент                            | 9 марта 1993 года                     |
| Кабардино-Балкарская Республика                | Коков, Валерий Мухамедович                  | 18 октября 1941 года  |              | Президент                            | 9 января 1992 года                    |
| Республика Калмыкия                            | Илюмжинов, Кирсан Николаевич                | 5 апреля 1962 года    |              | Президент                            | 23 апреля 1993 года                   |
| Карачаево-Черкесская Республика                | Хубиев, Владимир Исламович                  | 26 марта 1932 года    |              | Глава Республики                     | 13 января 1992 года                   |
| Республика Карелия                             | Степанов, Виктор Николаевич                 | 27 января 1947 года   |              | Председатель Правительства           | 27 апреля 1989 года                   |
| Республика Коми                                | Спиридонов, Юрий Алексеевич                 | 1 ноября 1938 года    |              | Глава Республики                     | 25 апреля 1990 года                   |
| Республика Марий Эл                            | Зотин, Владислав Максимович                 | 22 мая 1942 года      |              | Президент                            | 22 августа 1991 года                  |
| Республика Мордовия                            | Меркушкин, Николай Иванович                 | 5 февраля 1951 года   |              | Глава Республики                     | 24 января 1995 года                   |
| Республика Саха (Якутия)                       | Николаев, Михаил Ефимович                   | 13 ноября 1937 года   |              | Президент                            | 8 декабря 1989 года                   |
| Республика Северная Осетия-Алания              | Галазов, Ахсарбек Хаджимурзаевич            | 15 октября 1929 года  |              | Президент                            | 21 марта 1990 года                    |
| Республика Татарстан                           | Шаймиев, Минтимер Шарипович                 | 20 января 1937 года   | беспартийный | Президент                            | 11 апреля 1990 года                   |
| Республика Тыва                                | Ооржак, Шериг-оол Дизижикович               | 24 июля 1942 года     | беспартийный | Президент                            | 15 марта 1992 года                    |
| Удмуртская Республика                          | Волков, Александр Александрович             | 25 декабря 1951 года  |              | Председатель Верховного Совета       | апрель 1995                           |
| Республика Хакасия                             | Штыгашев, Владимир Николаевич               | 18 октября 1939 года  |              | Председатель Верховного Совета       | 4 февраля 1992 года                   |
| Чеченская Республика                           | Завгаев, Доку Гапурович                     | 22 декабря 1942 года  |              | Глава Республики                     | октябрь 1995 года (до 9 декабря)      |
| Чеченская Республика                           | Яндарбиев, Зелимхан Абдулмуслимович (и. о.) | 12 сентября 1952 года |              | Президент                            | легально с 9 декабря 1996 года        |
| Чувашская Республика                           | Фёдоров, Николай Васильевич                 | 9 мая 1958 года       |              | Президент                            | 21 января 1994 года                   |
| Алтайский край                                 | Коршунов, Лев Александрович                 | 13 февраля 1946 года  |              | Глава Администрации                  | 20 января 1994 года (до 20 декабря)   |
| Алтайский край                                 | Суриков, Александр Александрович            | 15 августа 1940 года  |              | Глава Администрации                  | 20 декабря 1996 года                  |
| Краснодарский край                             | Харитонов, Евгений Михайлович               | 4 октября 1946 года   |              | Глава администрации (губернатор)     | 2 августа 1994 года (до 15 июля)      |
| Краснодарский край                             | Егоров, Николай Дмитриевич                  | 3 мая 1951 года       |              | Глава администрации (губернатор)     | 15 июля 1996 года                     |
| Красноярский край                              | Зубов, Валерий Михайлович                   |                       |              | Губернатор                           | 27 января 1993 года                   |
| Приморский край                                | Наздратенко, Евгений Иванович               | 16 февраля 1949 года  |              | Губернатор                           | 24 мая 1993 года                      |
| Ставропольский край                            | Марченко, Пётр Петрович                     | 2 января 1948 года    |              | Глава Администрации                  | июль 1995 года (до 27 ноября)         |
| Ставропольский край                            | Черногоров, Александр Леонидович            | 13 июля 1959 года     |              | Глава Администрации                  | 28 ноября 1996 года                   |
| Хабаровский край                               | Ишаев, Виктор Иванович                      | 16 апреля 1948 года   |              | Губернатор                           | 24 октября 1991 года                  |
| Амурская область                               | Дьяченко, Владимир Николаевич               |                       |              | Губернатор                           | 3 декабря 1994 года (до мая)          |
| Амурская область                               | Ляшко, Юрий Гаврилович                      | 22 апреля 1943 года   |              | Губернатор                           | 3 июня 1996 года                      |
| Архангельская область                          | Балакшин, Павел Николаевич                  | 10 июля 1936 года     |              | Глава Администрации                  | 19 сентября 1991 года (до 21 февраля) |
| Архангельская область                          | Власов, Валентин Степанович (и. о.)         | 20 августа 1946 года  |              | Глава Администрации                  | 21 февраля 1996 года (до 4 марта)     |
| Архангельская область                          | Ефремов, Анатолий Антонович                 | 30 января 1952 года   |              | Глава Администрации                  | 4 марта 1996 года                     |
| Астраханская область                           | Гужвин, Анатолий Петрович                   | 25 марта 1946 года    |              | Губернатор                           | 28 августа 1991 года                  |
| Белгородская область                           | Савченко, Евгений Степанович                | 8 апреля 1950 года    |              | Глава администрации                  | 11 октября 1993 года                  |
| Брянская область                               | Барабанов, Владимир Александрович           | 1 августа 1951 года   |              | Губернатор                           | 16 августа 1995 года (до мая)         |
| Брянская область                               | Семернёв, Александр Михайлович              | 7 ноября 1958 года    |              | Губернатор                           | июнь 1996 года (до декабря)           |
| Брянская область                               | Лодкин, Юрий Евгеньевич                     | 26 марта 1938 года    |              | Губернатор                           | декабрь 1995 года                     |
| Владимирская область                           | Власов, Юрий Васильевич                     | 22 июня 1961 года     |              | Губернатор                           | 25 сентября 1991 года                 |
| Волгоградская область                          | Шабунин, Иван Петрович                      | 9 октября 1935 года   |              | Глава администрации                  | 19 сентября 1991 года                 |
| Вологодская область                            | Подгорнов, Николай Михайлович               | 15 мая 1949 года      |              | Губернатор                           | 24 октября 1991 года (до 23 марта)    |
| Вологодская область                            | Позгалёв, Вячеслав Евгеньевич               | 15 ноября 1946 года   |              | Губернатор                           | 23 марта 1996 года                    |
| Воронежская область                            | Ковалёв, Александр Яковлевич                | 13 сентября 1942 года |              | Губернатор                           | 10 апреля 1992 года (до 17 сентября)  |
| Воронежская область                            | Цапин, Александр Николаевич (и. о.)         |                       |              | Губернатор                           | 17 сентября 1996 года (до 18 декабря) |
| Воронежская область                            | Шабанов, Иван Михайлович                    | 18 октября 1939 года  |              | Губернатор                           | 18 декабря 1996 года                  |
| Ивановская область                             | Лаптев, Адольф Фёдорович                    | 18 ноября 1935 года   |              | Губернатор                           | 24 декабря 1991 года (до января)      |
| Ивановская область                             | Тихомиров, Владислав Николаевич             | 14 августа 1939 года  |              | Губернатор                           | 1 февраля 1996 года                   |
| Иркутская область                              | Ножиков, Юрий Абрамович                     | 17 февраля 1934 года  |              | Губернатор                           | 19 сентября 1991 года                 |
| Калининградская область                        | Маточкин, Юрий Семёнович                    | 18 октября 1931 года  |              | Губернатор                           | 25 сентября 1991 года (до октября)    |
| Калининградская область                        | Горбенко, Леонид Петрович                   | 20 июня 1939 года     |              | Губернатор                           | октябрь 1996 года                     |
| Калужская область                              | Дерягин, Александр Васильевич               | 19 февраля 1941 года  |              | Губернатор                           | 25 сентября 1991 года (до 22 января)  |
| Калужская область                              | Пахно, Виктор Степанович (и. о.)            |                       |              | Губернатор                           | 22 января 1996 года (до 7 марта)      |
| Калужская область                              | Савченко, Олег Витальевич                   | 15 января 1948 года   |              | Губернатор                           | 7 марта 1996 года (до 9 ноября)       |
| Калужская область                              | Сударенков, Валерий Васильевич              | 13 июля 1940 года     |              | Губернатор                           | 9 ноября 1996 года                    |
| Камчатская область                             | Бирюков, Владимир Афанасьевич               | 19 октября 1933 года  |              | Губернатор                           | 16 ноября 1991 года                   |
| Кемеровская область                            | Кислюк, Михаил Борисович                    | 30 апреля 1951 года   |              | Губернатор                           | 27 августа 1991 года                  |
| Кировская область                              | Десятников, Василий Алексеевич              | 14 января 1942 года   |              | Глава Администрации                  | 11 декабря 1991 года (до 20 октября)  |
| Кировская область                              | Саблин, Валерий Петрович (и. о.)            |                       |              | Глава Администрации                  | 20 октября 1996 года (до 1 ноября)    |
| Кировская область                              | Сергеенков, Владимир Нилович                | 5 декабря 1938 года   |              | Глава Администрации                  | 1 ноября 1996 года                    |
| Костромская область                            | Арбузов, Валерий Петрович                   | 1 октября 1939 года   |              | Губернатор                           | 14 декабря 1991 года                  |
| Курганская область                             | Соболев, Анатолий Николаевич                | 10 декабря 1940 года  |              | Губернатор                           | август 1995 года                      |
| Курская область                                | Шутеев, Василий Иванович                    |                       |              | Губернатор                           | 11 декабря 1991 года (до 23 октября)  |
| Курская область                                | Руцкой, Александр Владимирович              | 16 сентября 1947 года |              | Губернатор                           | 23 октября 1996 года                  |
| Ленинградская область                          | Беляков, Александр Семёнович                | 20 мая 1945           |              | Губернатор                           | 20 октября 1991 года (до 18 ноября)   |
| Ленинградская область                          | Густов, Вадим Анатольевич                   | 26 декабря 1948 года  |              | Губернатор                           | 18 ноября 1996 года                   |
| Липецкая область                               | Наролин, Михаил Тихонович                   | 19 октября 1933 года  |              | Глава администрации                  | 12 мая 1993 года                      |
| Магаданская область                            | Михайлов, Виктор Григорьевич                | 1 апреля 1936 года    |              | Губернатор                           | 24 декабря 1991 года (до 3 ноября)    |
| Магаданская область                            | Цветков, Валентин Иванович                  | 27 августа 1948 года  |              | Губернатор                           | 3 ноября 1996 года                    |
| Московская область                             | Тяжлов, Анатолий Степанович                 | 11 октября 1942 года  |              | Губернатор                           | 16 октября 1991 года                  |
| Мурманская область                             | Комаров, Евгений Борисович                  | 10 апреля 1942 года   |              | Глава Администрации                  | 10 ноября 1991 года (до 3 ноября)     |
| Мурманская область                             | Евдокимов, Юрий Алексеевич                  | 1 января 1946 года    |              | Губернатор                           | 7 декабря 1996 года                   |
| Нижегородская область                          | Немцов, Борис Ефимович                      | 9 октября 1959 года   |              | Губернатор                           | 30 ноября 1991 года                   |
| Новгородская область                           | Прусак, Михаил Михайлович                   | 23 февраля 1960 года  |              | Губернатор                           | 24 октября 1991 года                  |
| Новосибирская область                          | Муха, Виталий Петрович                      | 17 мая 1936 года      |              | Губернатор                           | 30 декабря 1995 года                  |
| Омская область                                 | Полежаев, Леонид Константинович             | 30 января 1940 года   |              | Губернатор                           | 31 марта 1990 года                    |
| Оренбургская область                           | Елагин, Владимир Васильевич                 | 20 апреля 1955 года   |              | Губернатор                           | 24 октября 1991                       |
| Орловская область                              | Строев, Егор Семёнович                      | 25 февраля 1937 года  |              | Губернатор                           | 11 мая 1993 года                      |
| Пензенская область                             | Ковлягин, Анатолий Фёдорович                | 11 января 1938 года   |              | Губернатор                           | 11 мая 1993 года                      |
| Пермская область                               | Кузнецов, Борис Юрьевич                     | 18 февраля 1935 года  |              | Губернатор                           | 24 декабря 1991 года (до 12 января)   |
| Пермская область                               | Игумнов, Геннадий Вячеславович              | 27 октября 1936 года  |              | Губернатор                           | 12 января 1996 года                   |
| Псковская область                              | Туманов, Владислав Николаевич               | 29 января 1958 года   |              | Губернатор                           | 22 мая 1992 года (до 10 ноября)       |
| Псковская область                              | Михайлов, Евгений Эдуардович                | 17 марта 1963 года    |              | Губернатор                           | 10 ноября 1996 года                   |
| Ростовская область                             | Чуб, Владимир Фёдорович                     | 24 июля 1948 года     |              | Губернатор                           | 8 октября 1991 года                   |
| Рязанская область                              | Меркулов, Геннадий Константинович           | 12 мая 1940 года      |              | Губернатор                           | 25 января 1994 года (до 15 октября)   |
| Рязанская область                              | Ивлев, Игорь Александрович (и. о.)          | 31 мая 1941 года      |              | Губернатор                           | 15 октября 1996 года                  |
| Самарская область                              | Титов, Константин Алексеевич                | 30 октября 1944 года  |              | Губернатор                           | 31 августа 1991 года                  |
| Саратовская область                            | Белых, Юрий Васильевич                      | 30 сентября 1941 года |              | Глава Администрации                  | 25 февраля 1992 года (до 21 февраля)  |
| Саратовская область                            | Ващенков, Леонид Ефимович (и. о.)           |                       |              | Глава Администрации                  | 21 февраля 1996 года (до 15 апреля)   |
| Саратовская область                            | Аяцков, Дмитрий Фёдорович                   | 9 ноября 1950 года    |              | Губернатор                           | 15 апреля 1996 года                   |
| Сахалинская область                            | Фархутдинов, Игорь Павлович                 | 16 апреля 1950 года   |              | Губернатор                           | 24 апреля 1995 года                   |
| Свердловская область                           | Россель, Эдуард Эргартович                  | 8 октября 1937 года   |              | Губернатор                           | 23 августа 1995 года                  |
| Смоленская область                             | Глушенков, Анатолий Егорович                | 20 ноября 1942 года   |              | Губернатор                           | 11 мая 1993 года                      |
| Тамбовская область                             | Рябов, Александр Иванович                   | 15 октября 1936 года  |              | Глава администрации                  | 30 декабря 1995 года                  |
| Тверская область                               | Платов, Владимир Игнатьевич                 | 23 октября 1946 года  |              | Губернатор                           | 30 декабря 1995 года                  |
| Томская область                                | Кресс, Виктор Мельхиорович                  | 16 ноября 1948 года   |              | Глава Администрации                  | 20 октября 1991 года                  |
| Тульская область                               | Севрюгин, Николай Васильевич                | 16 февраля 1939 года  |              | Губернатор                           | 20 октября 1991 года                  |
| Тюменская область                              | Рокецкий, Леонид Юлианович                  | 15 марта 1942 года    |              | Губернатор                           | 12 января 1993 года                   |
| Ульяновская область                            | Горячев, Юрий Фролович                      | 11 ноября 1938 года   |              | Губернатор                           | 9 января 1992 года                    |
| Челябинская область                            | Соловьёв, Вадим Павлович                    | 3 марта 1947 года     |              | Губернатор                           | 24 октября 1991 года                  |
| Читинская область                              | Иванов, Борис Петрович                      | 7 июля 1941 года      |              | Губернатор                           | 30 ноября 1991 года (до января)       |
| Читинская область                              | Гениатулин, Равиль Фаритович                | 20 декабря 1955 года  |              | Губернатор                           | 1 февраля 1996 года                   |
| Ярославская область                            | Лисицын, Анатолий Иванович                  | 26 июня 1947 года     |              | Губернатор                           | 3 декабря 1991 года                   |
| Москва                                         | Лужков, Юрий Михайлович                     | 21 сентября 1936 года |              | Мэр                                  | 6 июня 1992 года                      |
| Санкт-Петербург                                | Собчак, Анатолий Александрович              | 10 августа 1937 года  |              | Мэр                                  | 23 мая 1990 года (до 5 июня)          |
| Санкт-Петербург                                | Яковлев, Владимир Анатольевич               | 25 ноября 1944 года   |              | Губернатор                           | 5 июня 1996 года                      |
| Еврейская автономная область                   | Волков, Николай Михайлович                  | 19 декабря 1951 года  |              | Губернатор                           | 14 декабря 1991 года                  |
| Агинский Бурятский автономный округ            | Цедашиев, Гуродарм Цедашиевич               |                       |              | Губернатор                           | 26 декабря 1991 года (до 13 января)   |
| Агинский Бурятский автономный округ            | Аюшиев, Болот Ванданович                    | 19 июня 1949 года     |              | Губернатор                           | 13 января 1996 года                   |
| Коми-Пермяцкий автономный округ                | Полуянов, Николай Андреевич                 | 14 июля 1952 года     |              | Глава Администрации                  | 14 декабря 1991 года                  |
| Корякский автономный округ                     | Леушкин, Сергей Геннадьевич                 | 9 октября 1950 года   |              | Глава Администрации                  | 16 ноября 1991 года (до 17 ноября)    |
| Корякский автономный округ                     | Броневич, Валентина Тадеевна                | 25 января 1956 года   |              | Глава Администрации                  | 17 ноября 1996 года                   |
| Ненецкий автономный округ                      | Комаровский, Юрий Владимирович              | 18 мая 1952 года      |              | Глава администрации                  | 30 ноября 1991 года (до февраля)      |
| Ненецкий автономный округ                      | Хабаров, Владимир Викторович                | 11 февраля 1951 года  |              | Глава администрации                  | март 1996 года (до 25 декабря)        |
| Ненецкий автономный округ                      | Бутов, Владимир Яковлевич                   | 10 апреля 1958 года   |              | Глава администрации                  | 25 декабря 1996 года                  |
| Таймырский (Долгано-Ненецкий) автономный округ | Неделин, Геннадий Павлович                  | 20 мая 1938 года      |              | Глава администрации                  | 18 декабря 1991 года                  |
| Усть-Ордынский Бурятский автономный округ      | Батагаев, Алексей Николаевич                | 18 января 1950 года   |              | Глава администрации                  | 26 декабря 1991 года (до 19 ноября)   |
| Усть-Ордынский Бурятский автономный округ      | Малеев, Валерий Геннадьевич                 | 28 мая 1964 года      |              | Глава администрации                  | 19 ноября 1996 года                   |
| Ханты-Мансийский автономный округ              | Филипенко, Александр Васильевич             | 31 мая 1950 года      |              | Губернатор                           | 18 декабря 1991 года                  |
| Чукотский автономный округ                     | Назаров, Александр Викторович               | 24 февраля 1951 года  |              | Губернатор                           | 11 ноября 1991 года                   |
| Эвенкийский автономный округ                   | Якимов, Анатолий Михайлович                 | 10 марта 1949 года    |              | Губернатор                           | 18 декабря 1991 года                  |
| Ямало-Ненецкий автономный округ                | Неёлов, Юрий Васильевич                     | 24 июня 1952 года     |              | Глава администрации                  | 12 февраля 1994 года                  |